# Еліава Шалва Зурабович
Ша́лва Зура́бович Еліа́ва (груз. შალვა ელიავა; 18 (30) вересня 1883, Ганірі, Кутаїський повіт, Кутаїська губернія, Російська імперія— 3 грудня 1937) — грузинський радянський партійний і державний діяч. Член РСДРП з 1904 року. Брав активну участь у революційній діяльності під час боротьби з царським режимом, за що 8 разів заарештовувався, двічі був засланий, та загалом близько 2-х років пробув в ув'язненні. Перший голова Вологодської губернської ради Робітничих і солдатських депутатів (березень-грудень 1917) і голова Вологодського губернського виконавчого комітету (січень-квітень 1918). Член Реввоєнради Південної групи Східного фронту (10 квітня — 11 серпня 1919), Реввоєнради Туркестанського фронту (15 серпня 1919 — 23 вересня 1920), а надалі й Реввоєнради СРСР (28 серпня 1923 — 21 листопада 1925). Голова Комісії у справах Туркестану ВЦВК та РНК РРФСР (8 жовтня 1919 — серпень 1922) і член Туркестанського бюро РКП(б) (серпень 1920 — серпень 1922). Повноважний представник РРФСР у Туреччині та Персії (1920–1921).
Нарком військово-морських справ Грузинської РСР (1921–1922) та Закавказької СФРР (1922–1923). Голова Ради народних комісарів Грузинської РСР (1923–1927) та Закавказької РФСР (1927–1931). Заступник наркома зовнішньої торгівлі СРСР (1931–1936) й заступник наркома легкої промисловості СРСР (1936–1937). Член ЦВК СРСР, кандидат у члени Президії ЦВК СРСР у 1924–1929 роках, член Президії ЦВК СРСР у 1929–1931 роках. Делегат численних партійних з'їздів. На XV-XVII з'їздах ВКП(б) обирався кандидатом у члени ЦК ВКП(б) (1927—1937).
1937 року був репресований та розстріляний.

## Життєпис

### Ранні роки
Народився 18 вересня 1883 року в селі Ганірі Кутаїського повіту в родині збіднілого дворянина. Рано втратив батька. У віці 8 років вступив до Кутаїської класичної гімназії.
Після закінчення гімназії 1903 року вступив на юридичний факультет Петербурзького університету, де вже на першому курсі познайомився з багатьма членами РСДРП й надавав допомогу партії, в тому числі у вигляді зберігання нелегальної літератури. У лютому 1904 року взяв участь у студентській демонстрації.

### Вступ до РСДРП
Повернутись до університету восени 1904 року Еліаві не вдалось.
У грудні 1904 року вступив до лав РСДРП та розпочав активну революційну діяльність. Долучився до більшовицького крила партії. У січні 1905 року був заарештований напередодні страйку у Тіфлісі. Однак досить швидко був звільнений та вирушив до Кутаїської губернії, де займався агітаційною та пропагандистською діяльністю до серпня 1905 року. Після цього повернувся до Тіфліса, де брав активну участь у жовтневому страйку, будучи членом страйкового комітету від фракції більшовиків. Після придушення грудневого повстання у Москві та ліквідації другого страйку на Кавказі знову був заарештований та звільнений лише наприкінці лютого 1906. У квітні того ж року знову був заарештований, на волю вийшов восени. Після цього вирішив продовжити навчання в університеті й вирушив до Петербурга.

### Продовження навчання
В університеті продовжував займатись революційною діяльністю та брав участь у всіх студентських страйках. У вересні 1906 вперше зустрівся з Володимиром Леніним. Після участі у студентському страйку 1908 року й розгрому деяких студентських організацій пішов у підпілля. 1909 напередодні запланованої на 1 травня демонстрації поліція розгромила більшовицьку друкарню, де працював Еліава, а його разом із соратниками заарештувала.
За півтора місяця його було звільнено, однак у червні того ж року він був знову заарештований і невдовзі засланий зі столиці. Із великими труднощами восени 1909 року йому вдалось домогтись звільнення й дозволу на поїздку до Петербурга для здачі державних іспитів. Однак, всі іспити здати не вдалось, оскільки в листопаді його знову заарештували.

### Перше заслання
11 листопада 1910 року Еліава став одним з організаторів крупної політичної маніфестації в день похорону Льва Толстого. За це вже наступного дня його було заарештовано й на 4 місяці ув'язнено в будинку попереднього утримання. Після цього був засуджений до заслання на три роки до Олонецької губернії під нагляд поліції. Прохання залишити у Петрозаводську було відхилено й Еліаву відправили пішки до села Толвуя за 200 км від Петрозаводська. Від найближчих селищ Толвую відділяли 80 км. У селі не було роботи, літературна праця була заборонена, а платню від казни він не отримував.
Окрім того, за умов північного клімату різко погіршився стан його здоров'я (хронічний бронхіт, кровотеча з носа, атрофія м'язів лівої нижньої кінцівки), послаблене ще за часів етапного переходу. У зв'язку з цим 20 липня 1911 року був переведений до земської лікарні села Велика Губа. Там він прожив до серпня 1912 року. Після цього 24 серпня був відправлений етапним переходом до містечка Чорний Яр Астраханської губернії. Там він відновив свою революційну діяльність: зв'язався з місцевими соціал-демократами, брав участь у роботі губернської більшовицької організації, підтримував зв'язок із центром та Закавказзям, отримував нелегальну літературу, в тому числі й газету «Правда».

### Повернення до Петербурга
Після закінчення заслання у березні 1913 повернувся до Петербурга з метою збирання коштів для газети «Правда». Потім на 4 місяці переїхав до Кутаїсі, де проводив агітаційну та пропагандистську роботу, а у листопаді того ж року переїхав до Тіфліса. Однак там він зазнав нападу жандармів і за тиждень був змушений переїхати до Кутаїської губернії. Пробувши там кілька місяців, повернувся до Петербурга.
На початку 1914 партійна організація відрядила його для роботи в лікарняну касу при фабриці «Трикутник», секретарем якої він пробув до квітня 1915 року. Окрім того, в той же час він був співробітником газети «Правда».
Восени 1914 року був заарештований і після 4 місяців перебування у в'язниці був засуджений до заслання до Єнісейської губернії. Однак через хворобу був відправлений до Астраханської, а у грудні 1915 року переїхав під нагляд поліції до Вологди.

### Діяльність у Вологді
У Вологді працював у кооперативному об'єднанні «Північ-Союз» спочатку як секретар, потім — завідувач економічного відділу. Первинно до жовтня 1916 жив на квартирі Величковської, де нерідко проводив зустрічі з місцевими й засланими більшовиками. Мав постійний контакт з організаторами вологодської РСДРП Ольгою Варенцовой, Людмилою Бистровою, Іваном Саммером. Окрім того зустрічався з працівниками залізничних майстерень.
Після перемоги лютневої революції вирішив залишитись у Вологді та взяв безпосередню участь у започаткуванні Вологодської губернської ради робітничих і солдатських депутатів. 15 березня 1917 року на першому засіданні ради був обраний її головою, незважаючи на те, що в ній домінували представники меншовиків та есерів. Рада під його керівництвом обрала позицію співробітництва з тимчасовою владою у Вологді, а сам Еліава стояв на позиціях пацифізму.
25-26 жовтня брав участь у роботі II з'їзду Рад. Після повернення до Вологди 26 листопада 1917 знову був делегований до Вологодської губернської Ради, де був обраний головою губернського виконавчого комітету. 18 грудня того ж року брав участь у губернському з'їзді РСДРП, на якому було оформлено створення більшовицької організації у Вологодській губернії.
Після об'єднання Ради робітничих і солдатських депутатів з Радою селянських депутатів був обраний головою губвиконкому об'єднаної Ради та від його імені 23 січня 1918 року проголосив у Вологодській губернії встановлення радянської влади.
У березні того ж року брав участь у роботі IV Надзвичайного всеросійського з'їзду Рад, на якому було ухвалено укладення Брестського миру, а також перенесення столиці РРФСР до Москви.
У квітні Еліава посів посаду губернського комісара з продовольства й очолив продовольчі органи Вологодської губернії. На цій посаді фактично запровадив військовий режим у галузі заготовок продовольства, організовував продзагони та проводив активну політику з реквізиції надлишків хліба, чим часто викликав загальне невдоволення місцевого населення. На посту комісара залишався до грудня 1918.

### На Східному фронті
У листопаді 1918 року на VI Всеросійському з'їзді Рад був обраний членом ВЦВК, а у грудні переїхав до Москви як член колегії Народного комісаріату торгівлі та промисловості, який очолював Леонід Красін.
12 лютого 1919 року було створено особливу (тимчасову) комісію Раднаркому у справах Туркестану. Еліава став її головою. Однак Туркестан на той момент був відрізаний від Росії фронтом громадянської війни, а дороги перебували під контролем білогвардійців Колчака. Тому комісія спочатку зупинилась у Самарі, потім — в Оренбурзі. До того ж, за умов наступу Колчака діяльність Турккомісії було тимчасово згорнуто, а сам Еліава був змушений зайнятись агітаційною роботою серед населення приволзьких та уральських міст. Невдовзі він був призначений членом Реввоєнради 1-ї Армії, потім членом реввоєнради Південної групи військ Східного фронту, яким командував Михайло Фрунзе. На тій посаді займався як безпосереднім плануванням і командуванням військовими операціями, так і мобілізацією населення.
Після розділення Східного фронту на Східний і Туркестанський у серпні 1919 року, увійшов до складу Реввоєнради Туркестанського фронту. У жовтні після успіхів Червоної Армії в Туркестані зосередив свою діяльність на головуванні в Турккомісії, якій було доручено партійне керівництво в Туркестані. У січні 1920 Турккомісія взяла безпосередню участь у створенні Комуністичної партії Туркестану (КПТ). У серпні того ж року Турккомісію було розформовано, а її діяльність, як партійного органу, продовжило Туркестанське бюро ЦК РКП(б). До складу бюро увійшов і Шалва Еліава.
У травні та серпні 1922 року, вже наркомом військово-морських сил Грузинської РСР, Еліава виїжджав до Туркестану, де брав участь у розробці військово-політичних і партійно-організаційних заходів з метою радянізації Середньої Азії, пропаганди серед місцевого населення, ліквідації басмацтва й відновлення народного господарства. Надалі за діяльність у Туркестані був нагороджений двома Орденами Червоного Прапора: 1928 року — за поданням ЦВК Туркменської РСР, і 1932 року — за поданням ЦВК Узбецької РСР.

### Повноважний представник у Туреччині й Північному Ірані
Після повернення з Туркестану влітку 1920 року був повноважним представником РРФСР у Туреччині та Північній Персії. Однак на тій посаді встиг побувати лише в Персії. Через важку хворобу на тиф поїздку до Туреччини довелось скасувати. Еліава зумів установити особисті контакти з представниками робітників і комуністами, державними та військовими діячами Туреччини й Персії. А в Тегерані зміг навіть виступити перед місцевим парламентом. Як повноважний представник 1 вересня 1920 року брав участь у I з'їзді народів Сходу, що відбувався у Баку.

### Державна діяльність у Закавказзі
11-12 лютого в Лорійському районі Грузії спалахнув збройний виступ проти грузинського меншовицького уряду. Повстання поширилось і на сусідні райони. Еліава увійшов до складу військово-революційного комітету, який 16 лютого узяв на себе керівництво повстанням. За проханням ревкому на допомогу повстанню виступила Червона Армія, а Еліава був введений до складу Реввоєнради 11-ї Армії. 25 лютого 1921 року об'єднані сили Ревкому та Червоної Армії захопили Тіфліс і проголосили утворення Грузинської Радянської Соціалістичної Республіки.
Після встановлення радянської влади був членом грузинського Ревкому, що став найвищим революційним органом влади в Грузії, та сприяв створенню місцевих грузинських частин Червоної Армії. У березні 1921 року був призначений на пост народного комісара військово-морських справ Грузії. На тій посаді 21 березня видав декрет про створення Грузинської Червоної Армії.
26 вересня — 13 жовтня 1921 року як представник Грузинської РСР брав участь у роботі конференції в Карсі. Конференція завершила роботу підписанням Карської угоди, яка встановлювала сухопутні й водні кордони між країнами-учасницями конференції.
У лютому 1922 брав участь у I Всегрузинському з'їзді Рад, на якому Ревком передав радянським органам всю повноту влади. На тому ж з'їзді 2 березня було ухвалено конституцію Грузинської РСР та було започатковано грузинський уряд — Раду народних комісарів. Еліава увійшов до її складу, обіймаючи посаду наркома військово-морських справ.
Був одним з ініціаторів об'єднання закавказьких республік, що відбулось 10-13 грудня 1922 року на I Закавказькому з'їзді Рад. На з'їзді було вирішено об'єднати Грузинську, Вірменську й Азербайджанську РСР у Закавказьку Радянську Федеративну Соціалістичну Республіку та прийнято конституцію ЗРФСР.
Еліава, призначений наркомом військово-морських справ об'єднаної республіки, брав участь у роботі з'їзду та був обраний до складу ЦВК ЗРФСР. З 4 грудня 1922 по 15 січня 1923 року — голова Союзної ради ЗРФСР.
4 січня 1924 року Шалва Еліава призначений головою Ради народних комісарів Грузинської РСР. Його діяльність на тому посту збіглася з так званою «Грузинською справою». Він підтримав позицію союзного керівництва на XII з'їзді РКП(б) та розкритикував противників входження Грузії до складу СРСР через Закавказьку федерацію.
Окрім того, безпосередньо в Грузії Еліава проводив політику ліквідації решток «антирадянських» партій. Окрім того була влаштована чистка держапарату, включаючи органи НК, міліції та прокуратури. На селі почалось проведення політики розкуркулювання. З осені 1924 року відкрито виступив критиком Льва Троцького і всередині грузинської компартії проводив боротьбу з «троцькізмом».
За часів правління Еліави в Грузії було широко розгорнуто кооперативний рух, будівництво шкіл, технікумів, інститутів, культурно-просвітницьких і лікувальних закладів.
4 січня 1924 року на II з'їзді Рад ЗРФСР був знову обраний членом Закавказького ЦВК. 13 травня 1925 був членом Президії на III Всесоюзному з'їзді Рад, а 21 травня на першій сесії ЦВК СРСР третього скликання був обраний кандидатом до членів президії від Ради національностей.
Після XIV з'їзду ВКП(б), який отримав назву «з'їзд індустріалізації», Шалва Еліава почав проводити заходи з розвитку промисловості та індустріалізації Грузії.
З 9 червня 1927 по 29 січня 1931 року працював головою Ради народних комісарів Закавказької РФСР та головою Вищої економічної ради Республіки. За часів його керівництва було збудовано Земо-Авчальську, Шовську, Онську, Абаську та Нухінську ГЕС. Розпочато будівництво Ріонської, Дзорагетської та Верхньо-Зурнабадської ГЕС.
На V з'їзді компартії Закавказзя 21-25 листопада 1927 року Еліаві та його прибічникам удалось остаточно витіснити внутрішньопартійну опозицію.
На роки його керівництва виконавчою владою Закавказької РФСР припав початок загальносоюзної індустріалізації та колективізації. У галузі аграрної політики Еліава був прибічником створення великих колективних господарств та спеціалізації на певних культурах, а сам регіон хотів перетворити на найбільший союзний центр тваринництва й вирощування фруктів.
У березні 1932 року за заслуги у «зміцненні радянської влади в Закавказзі» ЦВК ЗРФСР нагородив його Орденом Трудового Червоного Прапора.
Беручи участь у політичному житті тих чи інших регіонів СРСР, Еліава регулярно залучався до роботи загальносоюзних органів. Так він узяв участь у XII–XVII з'їздах партії, а на XV–XVII з'їздах обирався кандидатом у члени ЦК ВКП(б). Окрім того, він брав участь у з'їздах Рад та обирався до ЦВК СРСР.
У квітні 1931 року призначений на посаду заступника народного комісара зовнішньої торгівлі СРСР. Призначення його на посаду було пов'язано з тим, що Елава добре знав цю галузь. За часів його роботи на посаді деякі країни почали встановлювати дипломатичні відносини з СРСР та укладати торгові угоди, зміцнились економічні й торгові зв'язки з цими країнами. Сам Еліава брав активну участь у зустрічах, прийомах, перемовинах. Окрім того, одним з результатів діяльності наркомату був активний торговий баланс країни три роки поспіль (1933, 1934, 1935), а 1935 року — ще й активний платіжний баланс.
З червня 1936 по травень 1937 року працював заступником народного комісара легкої промисловості СРСР. Приділяв особливу увагу новій техніці підбору кадрів (в тому числі й форсованому навчанню працівників легкої промисловості). На ті ж роки припадав стаханівський рух у легкій промисловості.

### Смерть
1937 року в партійних лавах почалась «велика чистка», якої не уникнув і Шалва Еліава. 17-19 травня 1937 на Пленумі ЦК його разом з Іваном Орахелашвілі звинуватили в тому, що вони знали «про контрреволюційну роботу грузинського троцькістського центру, але приховали це від ЦК», та виключили зі складу ЦК Компартії.
Вже 20 травня 1937 року Еліаву було заарештовано. Під час слідства був звинувачений в тому, що 1928 року брав участь у створенні «контрреволюційної групи правих» у Грузії, яку нібито було організовано за директивою Олексія Рикова й Миколи Бухаріна.
Фігуранти справи звинувачувались також у тому, що встановили зв'язки з Англією, Францією та нацистською Німеччиною, а також намагались застосувати терор проти керівництва ВКП(б) й уряду як в центрі, так і на місцях. На допиті Еліава визнав, що «є агентом французької, англійської та німецької розвідок і одним з керівних працівників контрреволюційної терористично-диверсійної організації правих у Грузії».
3 грудня 1937 року був розстріляний. До самого XX з'їзду КПРС його ім'я взагалі не згадувалось у радянських виданнях. Реабілітований 8 лютого 1956 року в партійному порядку Центральної контрольної комісії.